# Пакујем своју библиотеку
Пакујем своју библиотеку: елегија и десет дигресија (енгл. Packing My Library: An Elegy and Ten Digressions) је књига о библиотекама, читању, књизи аргентинско-канадског есејисте, романописаца, преводилаца, уредника и антологичара Алберта Мангела (енгл. Alberto Manguel) (1948), објављена 2018. године. Српско издање књиге објављено је 2019. године у издању "Геопоетике" из Београда у преводу Дарје Пачевски.

## О аутору
Алберто Мангел је рођен у Буенос Ајресу 1948. године. Године 1985. је постао канадски држављанин. Живео је у Израелу, Аргентини, Италији, Енглеској и Француској. Мангел је антологичар, преводилац, романописац, есејиста, уредник и антологичар. Пише и прилоге за новине и часописе широм света. 
Гостујући је професор на Универзитету Њуфаундленда, на Берлинском универзитету, универзитету у Монктону и стални је сарадник британског часописа Times. Почасни је доктор Универзитета у Лијежу и члан Фондације Гугенхајм.
Добио је следеће награде: Premio Germán Sánchez Ruipérez у Шпаинији, Harbourfront у Канади, Grinzane Cavour у Италији и Roger Caillois у Француској. Носилац је титуле Officier des Arts et des Lettres Француске владе.

## О књизи
Књига Пакујем своју библиотеку представља аутобиографију Алберта Мангела, који кроз причу о свом читалачком животу, прича о односу читалаца и књига и истиче велику улогу јавних библиотека. Аутор износи став да је библиотека кључна институција повезног, интерактивног, националног идентитета, простор у коме чилалац замишља, а затим и ствара боље светове.
Алберто Мангел се у јуну 2015. године припремао да напусти свој сеоски дом, стару камену презбитеријанску цркву на југу долине Лоаре, у Француској, у којој је имао личну библиотеку од тридесет и пет хиљада наслова. Спремао се за повратак у Аргентину где је прихватио место управника Народне библиотеке Аргентине.
Док пакује и одабира које ће књиге задржати, сачувати или одбацити, препушта се размишљањима о природи односа између читалаца и књига, колекционара и књига, реда и нереда, сећања и читања. Књига представља упечатљив и интиман осврт на властити читалачки живот, а наслов упућује на есеј из 1931. године Распакујем своју библиотеку Валтера Бењамина.
У књизи Пакујем своју библиотеку смењују се интимна поглавља која чине 'елегију' за властиту библиотеку и десет дигресија о ауторовом читалачком животу и љубави према књигама.
Алберто Мангел се пита:
| „ | Који ће одељци моје расклопљене библиотеке опстати а који ће постати сувишни? Који ће се неочекивани савези формирати међу мојим упакованим томовима када негде у будућности буди пронашли ново станиште? Које ће се нове ознаке појавити на полицама, сада када више нема оних старих? Хоћу ли ја, њихов стални читалац, поново лутати кроз полице библиотеке, задовољан због тога што сам се присетио неког наслова и изненађен због неког другог? Или ће мој дух походити неку будућу инкарнацију моје библиотеке? ... "У мом крају је мој почетак"...Слутим да би то био одговарајући мојо за моју библиотеку. | ” |